# Fatih Portakal
Fatih Portakal   (Nazilli, 2 de febrer de 1967) és un periodista i presentador de notícies turc, conegut per les seves opinions socialdemòcrates i d'esquerres. Fatih Portakal va completar la seva educació secundària a l'institut İzmir Atatürk i la seva formació universitària al Departament d'Administració d'Empreses de la Universitat d'Istanbul. Fatih Portakal, que va completar el seu màster a Austràlia durant un temps i va treballar com a operador, va començar la seva carrera professional l'any 1996 com a reporter a STAR TV. També en aquest procés, Fatih Portakal va treballar amb el seu company İrfan Değirmenci, que era deu anys més jove que ell, i més tard va preparar i presentar programes a BEST FM i Kanal D. L'any 2010, després que el presentador de notícies matinals de FOX TV i seu company, İrfan Değirmenci,que es traslladés a Kanal D per presentar les notícies del matí, Fatih Portakal va preparar i presentar les notícies del matí de FOX TV i va continuar amb aquesta tasca fins al juny de 2013.
El setembre de 2013, després que la presentadora de notícies de les tardes de FOX TV, Nazlı Tolga, marxés per motius de matrimoni, Fatih Portakal va començar a preparar i presentar les notícies de la tarda de FOX TV aquesta vegada. Fatih Portakal va preparar i presentar les notícies de la tarda de FOX TV entre 2013-2020. Fatih Portakal actualment resideix a Esmirna amb la seva dona, Armağan Portakal.

## Programes de televisió presentats
- Ne Yapmalı? (Kanal D - 2009)
- Fatih Portakal ile Çalar Saat (FOX TV - 2010/2013)
- Fatih Portakal ile FOX Ana Haber (FOX TV - 2013/2020)